# Ovidiu Hațegan
Ovidiu Alin Hațegan (Arad, 1980. július 14. –) román nemzetközi labdarúgó-játékvezető.

## Pályafutása
Játékvezetésből 1996. március 27-én Aradon vizsgázott. Az Aradi labdarúgó-szövetség által üzemeltetett bajnokságokban kezdte sportszolgálatát. A FRF Játékvezető Bizottságának (JB) minősítésével 2003-tól a Liga III, 2004-től a Liga II, majd 2006-tól a Liga I játékvezetője. Küldési gyakorlat szerint rendszeres 4. bírói szolgálatot is végez. Liga I mérkőzéseinek száma:  174 (2007. 08. 02.– 2016. 02. 21.). Vezetett kupadöntők száma: 3 (2013).
Az FRF JB küldésére vezette a Román labdarúgókupa döntőjét.
| Időpont         | Helyszín                  | Mérkőzés típusa | Mérkőzés                             | Eredmény | Nézők száma |
| --------------- | ------------------------- | --------------- | ------------------------------------ | -------- | ----------- |
| 2014. május 23. | Nemzeti Stadion, Bukarest | döntő           | FC Astra Giurgiu–FC Steaua București | 0 – 0    | 48 201      |

Az FRF JB küldésére több alkalommal irányította a Román labdarúgó-szuperkupa döntőt.
| Időpont          | Helyszín                  | Mérkőzés típusa | Mérkőzés                                 | Eredmény | Nézők száma |
| ---------------- | ------------------------- | --------------- | ---------------------------------------- | -------- | ----------- |
| 2012. július 14. | Nemzeti Stadion, Bukarest | döntő           | FC CFR 1907 Cluj–FC Dinamo București     | 3 – 1    | 9960        |
| 2013. július 10. | Nemzeti Stadion, Bukarest | döntő           | FC Steaua București–FC Petrolul Ploiești | 3 – 0    | 29 459      |

A Román labdarúgó-szövetség JB terjesztette fel nemzetközi játékvezetőnek, a Nemzetközi Labdarúgó-szövetség (FIFA) 2008-tól tartotta-tartja nyilván bírói keretében. A FIFA JB központi nyelvei közül az angolt beszéli. Az UEFA JB minősítésével 2011-től első, 2015-től elit kategóriás bíró. Több nemzetek közötti válogatott (Labdarúgó-világbajnokság, Labdarúgó-Európa-bajnokság), valamint Intertotó-kupa, Európa-liga és UEFA-bajnokok ligája klubmérkőzést vezetett, vagy működő társának 4. bíróként segített. A román nemzetközi játékvezetők rangsorában, a világbajnokság-Európa-bajnokság sorrendjében a 4. helyet foglalja el 11 találkozó szolgálatával. Európában a legtöbb válogatott mérkőzést vezetők rangsorában többed magával, 14 (2011. március 29. – 2016. június 22.) találkozóval tartják nyilván.
A 2015-ös U20-as labdarúgó-világbajnokságon a FIFA JB bíróként alkalmazta.
| Időpont          | Helyszín                                | Mérkőzés típusa              | Mérkőzés             | Eredmény | Nézők száma |
| ---------------- | --------------------------------------- | ---------------------------- | -------------------- | -------- | ----------- |
| 2015. június 3.  | Forsyth Barr Stadion, Dunedin           | csoportmérkőzés (D. csoport) | Mexikó–Uruguay       | 2 – 1    | 2038        |
| 2015. június 14. | Wellington Regional Stadion, Wellington | egyik negyeddöntő            | Üzbegisztán–Szenegál | 0 – 1    | 10 258      |

A 2014-es labdarúgó-világbajnokságon a FIFA JB játékvezetőként alkalmazta. Selejtező mérkőzéseket az UEFA zónában irányított. 
| Időpont              | Helyszín              | Mérkőzés típusa           | Mérkőzés                 | Eredmény | Nézők száma |
| -------------------- | --------------------- | ------------------------- | ------------------------ | -------- | ----------- |
| 2012. szeptember 11. | Swissporarena, Luzern | előselejtező (E. csoport) | Svájc–Albánia            | 2 – 0    | 16 500      |
| 2013. március 22.    | El Molinón, Gijón     | előselejtező (I. csoport) | Spanyolország–Finnország | 1 – 1    | 27 637      |
| 2013. október 15.    | Hampden Park, Glasgow | előselejtező (A. csoport) | Skócia–Horvátország      | 2 – 0    | 30 172      |

A 2009-es U19-es labdarúgó-Európa-bajnokságon az UEFA JB játékvezetőként foglalkoztatta.
| Időpont             | Helyszín                      | Mérkőzés típusa              | Mérkőzés                  | Eredmény |
| ------------------- | ----------------------------- | ---------------------------- | ------------------------- | -------- |
| 2015. szeptember 8. | Illichivets Stadion, Mariupol | csoportmérkőzés (B. csoport) | Törökország–Spanyolország | 1 – 0    |
| 2015. október 13.   | Metalurh Stadion, Doneck      | csoportmérkőzés (A. csoport) | Szlovénia–Svájc           | 3 – 1    |

A 2013-as U21-es labdarúgó-Európa-bajnokságon az UEFA JB bíróként vette igénybe szolgálatát.
| Időpont          | Helyszín                       | Mérkőzés típusa              | Mérkőzés                                                              | Eredmény | Nézők száma |
| ---------------- | ------------------------------ | ---------------------------- | --------------------------------------------------------------------- | -------- | ----------- |
| 2013. június 8.  | Bloomfield Stadion, Tel-Aviv   | csoportmérkőzés (A. csoport) | Olaszország–Izrael                                                    | 4 – 0    | 13 750      |
| 2013. június 12. | HaMoshava Stadion, Petah Tikva | csoportmérkőzés (B. csoport) | Spanyolország–Hollandia                                               | 3 – 0    | 10 024      |
| 2013. június 15. | HaMoshava Stadion, Petah Tikva | egyik elődöntő               | Olasz U21-es labdarúgó-válogatott–Holland U21-es labdarúgó-válogatott | 1 – 0    | 10 123      |

A 2012-es labdarúgó-Európa-bajnokságon valamint a 2016-os labdarúgó-Európa-bajnokságon az UEFA JB játékvezetőként foglalkoztatta. 
| Időpont             | Helyszín                               | Mérkőzés típusa                     | Mérkőzés                            | Eredmény | Nézők száma |
| ------------------- | -------------------------------------- | ----------------------------------- | ----------------------------------- | -------- | ----------- |
| 2011. március 29.   | Thani bin Jassim Stadion, Doha         | (2012 eb) előselejtező (I. csoport) | Csehország–Liechtenstein            | 2 – 0    | 38 000      |
| 2011. szeptember 2. | Jassim Bin Hamad Stadion, Doha         | (2012 eb) előselejtező (C. csoport) | Norvégia–Izland                     | 1 – 0    | 38 000      |
| 2014. október 13.   | Nermzeti Stadion, Ta’ Qali             | (2016 eb) előselejtező (H. csoport) | Málta–Olaszország                   | 0 – 1    | 16 942      |
| 2015. március 28.   | Baldvin király Stadion, Brüsszel       | (2016 eb) előselejtező (B. csoport) | Belgium–Ciprus                      | 5 – 0    | 45 213      |
| 2015. szeptember 4. | Borisz Paicsadze Stadion, Tbiliszi     | (2016 eb) előselejtező (D. csoport) | Grúzia–Skócia                       | 1 – 0    | 23 000      |
| 2015. október 9.    | Philip II Arena, Szkopje               | (2016 eb) előselejtező (C. csoport) | Macedónia–Ukrajna                   | 0 – 2    | 4821        |
| 2016. június 12.    | Allianz Riviera, Nizza                 | csoportmérkőzés (C. csoport)        | Lengyelország–Észak-Írország        | 1 – 0    | 33 742      |
| 2016. június 22.    | Stade Pierre-Mauroy, Villeneuve-d’Ascq | csoportmérkőzés (E. csoport)        | Olasz labdarúgó-válogatott–Írország | 0 – 1    | 44 268      |

A 2016. évi nyári olimpiai játékokra a FIFA JB bírói szolgálatra jelölte.
| Időpont            | Helyszín                                    | Mérkőzés típusa              | Mérkőzés      | Eredmény | Nézők száma |
| ------------------ | ------------------------------------------- | ---------------------------- | ------------- | -------- | ----------- |
| 2016. augusztus 7. | Estádio Nacional de Brasília, Brazíliaváros | csoportmérkőzés (A. csoport) | Brazília–Irak | 0 – 0    | 65 829      |